# Міддлмарч
«Міддлмарч» (англ. Middlemarch, A Study of Provincial Life) — роман англійської письменниці Джордж Еліот. Вперше опублікований у восьми томах в 1871 і 1872 роках. Дії твору розгортаються у вигаданому місті Міддлмарч протягом 1829-32 років. Сюжет є багатовекторним з переплетеними долями небувалої кількості дійових осіб. Твір порушує такі питання, як положення жінки, природа шлюбу, ідеалізм, користь, релігія, лицемірство, політичні реформи й освіта. Попри загальний комізм, роман широко використовує реалізм, щоби охопити історичні події: закони про реформи 1832 році, перші залізні дороги й вступ на престол Вільгельма IV. У творі висвітлена тогочасна медицина і реакційні погляди в усталеному суспільстві, яке зіткнулося з небажаними змінами. Еліот розпочала писати два томи в 1869-1870 роках і закінчила роман в 1871 році. Перші відгуки були неоднозначними, проте сьогодні роман вважається найкращим її твором і одним з найвеличніших англійських романів.

## Сюжет
Дія роману відбувається у вигаданому англійському містечку на початку 1830-х років, у час соціальних і політичних змін. Роман розгортається навколо кількох переплетених сюжетних ліній, зосереджених на двох центральних персонажах: Доротеї Брук, молодої жінки з ідеалістичними прагненнями, та Тертіуса Лідгейта, амбітного, але недосконалого лікаря. Через ці історії авторка досліджує теми кохання, амбіцій, соціальних реформ та обмежень провінційного життя.
Доротея Брук, енергійна та розумна жінка, мріє про життя, сповнене мети та інтелектуальної реалізації. Незважаючи на молодість і красу, вона відкидає ідею шлюбу заради зручності чи багатства. Коли вона знайомиться з Едвардом Казабоном, літнім священнослужителем і науковцем, її зачаровує його очевидна ерудиція і потенціал допомогти в її амбітних дослідженнях. Вірячи, що їхній союз дасть їй можливість відігравати значущу роль у розвитку знань, Доротея виходить заміж за Казобона, але згодом виявляє, що його робота не надихає, а він емоційно холодний і контролює її. Шлюб стає для Доротеї джерелом глибокого розчарування. Невпевненість і ревнощі Казобона загострюють напругу, особливо коли він підозрює, що її приваблює його молодий кузен Вілл Ладіслав, який уособлює вільніший і пристрасніший підхід до життя.
Раптова смерть Казобона залишає Доротеї спадок, але з жорстокою умовою в заповіті: якщо вона вийде заміж за Вілла Ладіслава, то втратить свій статок. Це створює моральну та емоційну дилему для Доротеї, яку все більше тягне до Вілла, незважаючи на потенційну втрату багатства і неминучий суспільний осуд.
Паралельною до історії Доротеї є подорож Тертіуса Лідгейта, молодого та амбітного лікаря, який прибуває до Міддлмарча з інноваційними ідеями щодо медицини та реформ. Він мріє модернізувати охорону здоров'я і зробити внесок у медичну науку, але його ідеалізм стикається з укоріненим консерватизмом містечка. Особисте життя Лідгейта ще більше ускладнює його прагнення. Він закохується в Розамонд Вінсі, красиву, але недалеку жінку, і одружується з нею, незважаючи на застереження оточуючих про їхню несумісність. Розамонд матеріалістична і орієнтована на статус, вона не розуміє і не підтримує професійні цілі Лідгейта. Їхній шлюб стає фінансовим та емоційним навантаженням, втягуючи Лідгейта в борги і ставлячи під загрозу його ідеали.
Роман також заглиблюється в інші історії та персонажі, які збагачують зображення суспільства Міддлмарча. Фред Вінсі, брат Розамонд, намагається знайти свій шлях і стати зрілим, зрештою завойовуючи прихильність Мері Гарт, розсудливої і принципової молодої жінки, яка кидає йому виклик стати кращим чоловіком. Тим часом Ніколас Булстроуд, багатий банкір з темним минулим, стикається з драматичним падінням, коли його таємна історія неетичної поведінки виходить назовні, викриваючи лицемірство еліти Міддлмарча.
У міру розгортання цих історій Еліот досліджує складну взаємодію особистих амбіцій, суспільних очікувань і моральної відповідальності. Доротея зрештою обирає кохання, а не багатство, і виходить заміж за Вілла Ладіслава, незважаючи на втрату спадщини та неминучі плітки. Лідгейт, обтяжений боргами і розчаруванням, відмовляється від великих мрій і задовольняється скромним життям, а його шлюб з Розамонд виявляється постійним джерелом розчарування. Роман завершується гірко-солодким визнанням боротьби та компромісів персонажів, підкреслюючи тихий героїзм у прагненні до цілісності та мети в рамках обмежень звичайного життя.

## Дійові особи
- Доротея Брук — ідеалістична, розумна і співчутлива молода жінка, яка мріє змінити світ на краще. Вона виходить заміж за літнього Едварда Казабона, сподіваючись підтримати його інтелектуальну працю, але їхній шлюб приносить розчарування. Пізніше вона закохується у Вілла Ладіслава, незважаючи на суспільні перешкоди.
- Тертіус Лідгейт — молодий, амбітний лікар з прогресивними ідеями про медицину та реформу охорони здоров'я. Лідгейт мріє зробити значний внесок у медичну науку, але стикається з фінансовими труднощами та складним шлюбом з Розамонд Вінсі.
- Розамонд Вінсі — вродлива, марнославна і свідома свого статусу жінка, яка виходить заміж за Терція Лідгейта. Її більше цікавлять багатство і соціальний престиж, ніж підтримка амбіцій чоловіка, і вона сприяє його фінансовим та емоційним труднощам.
- Едвард Казобон — літній священнослужитель і вчений, який одружується з Доротеєю Брук. Він холодний, владний і поглинутий справою свого життя - невизначеним і, зрештою, марним дослідницьким проектом. Його невпевненість і ревнощі створюють конфлікт у шлюбі.
- Вілл Ладіслав — енергійний, артистичний і вільнодумний молодий чоловік. Він є двоюрідним братом Казобона і стає любовним інтересом Доротеї. Його сучасний світогляд і пристрасна натура контрастують з жорсткістю суспільства Міддлмарча.
- Фред Вінсі — брат Розамонди, добросердий, але незрілий і безцільний юнак. Він стикається з фінансовими труднощами і повинен працювати над собою, щоб завоювати прихильність Мері Гарт, яку він глибоко кохає.
- Мері Гарт — розумна, принципова і прагматична молода жінка, яка працює компаньйонкою у містера Фезерстоуна, заможного, але вередливого землевласника. Вона є моральним орієнтиром для Фреда Вінсі, заохочуючи його до дорослішання та пошуку мети.
- Ніколас Булстроуд — багатий і впливовий банкір з темним і скандальним минулим. Його таємниці врешті-решт розкриваються, що призводить до публічної ганьби і втрати влади в суспільстві Міддлмарча.
- Містер Калеб Гарт — батько Мері Гарт, добрий, чесний і працьовитий чоловік, якого глибоко поважають у громаді. Він уособлює цінності чесності та працьовитості.
- Містер Артур Брук — дядько та опікун Доротеї, доброзичливий, але неефективний чоловік. Він більше зацікавлений у збереженні свого соціального становища, ніж у рішучих діях.
- Містер Фезерстоун — багатий, маніпулятивний і скупий землевласник, який насолоджується контролем над своїми родичами і слугами. Його смерть і оскаржений заповіт створюють напругу і драму.
- Місіс Булстроуд — дружина Ніколаса Булстрода, яка є моральним і симпатичним персонажем. Вона підтримує чоловіка навіть після того, як розкриваються його минулі злочини.